# Milvago
Genre
Milvago est un genre d'oiseaux sud-américain de la famille des Falconidae.

## Liste d'espèces
D'après la classification de référence (version 2.2, 2009) du Congrès ornithologique international (ordre phylogénique) :
- Milvago chimachima  (Vieillot, 1816) – Caracara à tête jaune

Sous-espèce
1. Milvago chimachima chimachima (Vieillot) 1816
2. Milvago chimachima cordata Bangs & Penard,TE 1918

- Milvago chimango  (Vieillot, 1816) – Caracara chimango

Sous-espèces: 
1. Milvago chimango chimango (Vieillot, 1816) du Brésil, Paraguay, Uruguay, Bolivie, nord et centre de l'Argentine au plumage plus clair
2. Milvago chimango temucoensis, sud de l'Argentine, jusqu'au Cap Horn au plumage nettement plus foncé arborant des lignes et des taches plus prononcées.